# Мысливечкова, Луция
Лу́ция Мысливе́чкова (чеш. Lucie Myslivečková; род. 8 декабря 1989, Челадна, ЧССР) — чешская и словацкая фигуристка, выступавшая в танцах на льду. В паре с Лукашем Чёллеи становилась двукратной чемпионкой Словакии (2017, 2018), участницей Олимпийских игр (2018) и бронзовым призёром международного Кубка Варшавы (2016).
Её первым партнёром по танцам на льду был Матей Новак, с которым она каталась с юниорского возраста. Пара была триумфатором чемпионата Чехии (2011) и участвовала в чемпионате мира (2009—2011). После завершения партнёром карьеры, Мысливечкова образовала танцевальный дуэт с Нилом Брауном. За три совместных сезона они дважды выиграли чемпионат Чехии (2013, 2014).
С 2016 по 2018 год представляла Словакию в паре с Лукашем Чёллеи, выступив на единственной в карьере Олимпиаде. По состоянию на май 2018 года Мысливечкова и Чёллеи занимали сорок пятое в рейтинге Международного союза конькобежцев.

## Карьера

### За Чехию
В пару с Матеем Новаком Луция встала в 2005 году. Тренерами пары были двукратные чемпионы СССР в танцах на льду Наталья Карамышева и Ростислав Синицын.
В сезоне 2010/2011 пара выиграла на турнире «Золотой конёк Загреба», а также на чемпионате Чехии, что дало право фигуристам дебютировать на чемпионате Европы. Выиграв квалификационный раунд, фигуристы прошли в основной и заняли 10-е место. На чемпионате мира дуэт выступил неудачно и занял только 22-е место. По окончании сезона партнёрство распалась и, после продолжительных поисков, Луция встала в пару с французом Нейлом Брауном. Выступает дуэт за Чехию. Однако спортсменов приследовали травмы и дуэт не долго выступал вместе.

### За Словакию
Летом 2016 года чешская фигуристка после трёхлетнего перерыва приняла решение вернуться в большой спорт. Она решила выступать за Словакию с Лукашем Чёллеи, который расстался со своей прежней партнёршей.
Фигуристы решили начать дома в Братиславе свою совместную карьеру на Мемориале Непелы. Пара финишировала на восьмом месте, при этом фигуристы достигли техминимум для выступления на европейском чемпионате. Через три недели также восьмыми они финишировали на Кубке Ниццы. В начале ноября в Риге словацкая пара выиграла Кубок Вольво. В середине ноября на Кубке Варшавы фигуристы в сложной борьбе заняли сумели занять третье место и Люция сумела улучшить своё прежнее достижение в произвольном танце. В середине декабря в Катовице в рамках чемпионата четырёх наций состоялся чемпионат Словакии, где Луция стала словацкой чемпионкой. В конце января словаки выступали в Остраве на европейском чемпионате, где они довольно уверенно вошли в финальную часть чемпионата, однако в итоге финишировали только во второй десятке. Однако сумели заработать техминимум для выступления на мировом чемпионате и Лючия на своей прежней родине улучшила свои прежние достижения в сумме и произвольном танце. Впоследствии его они были вынуждены пропустить из-за травмы плеча у партнёрши.
В сентябре словацкая пара начала олимпийский сезон в Бергамо где на Кубке Ломбардии заняла место в середине десятке. В конце месяца фигуристы приняли участие в Оберсдорфе, где на квалификационном турнире Небельхорн, они финишировали в шестёрке и сумели завоевать для своей страны путёвку на зимние Олимпийские игры. При этом партнёрши удалось улучшить свои прежние достижения. Далее она продолжила своё лечение и пара появилась; лишь в середине декабря, где танцоры стали национальными чемпионами. Через месяц пара выступала на европейском чемпионате в Москве, где они финишировали в середине второй десятки. В середине февраля в Канныне на личном турнире Олимпийских игр словацкие танцоры выступили удачно, они сумели в упорной борьбе пройти в финальную часть. При том партнёрша улучшила своё прежнее достижение в коротком танце. На мировом чемпионате в конце марта в Милане дебютировали словацкие танцоры. Это было их последнее выступление и они не попали в финальную часть.

## Программы
(с М. Новаком)
| Сезон     | Короткий танец                                         | Произвольный танец                          |
| --------- | ------------------------------------------------------ | ------------------------------------------- |
| 2010—2011 | Вальс: Battagliero Квикстеп: Alexander’s Rag Time Band | Let My People Go Money Jessica Rabbit Venus |
| Сезон     | Оригинальный танец                                     | Произвольный танец                          |
| 2009—2010 | Финская полька                                         | Blues for Klook Эдди Льюис                  |

## Результаты

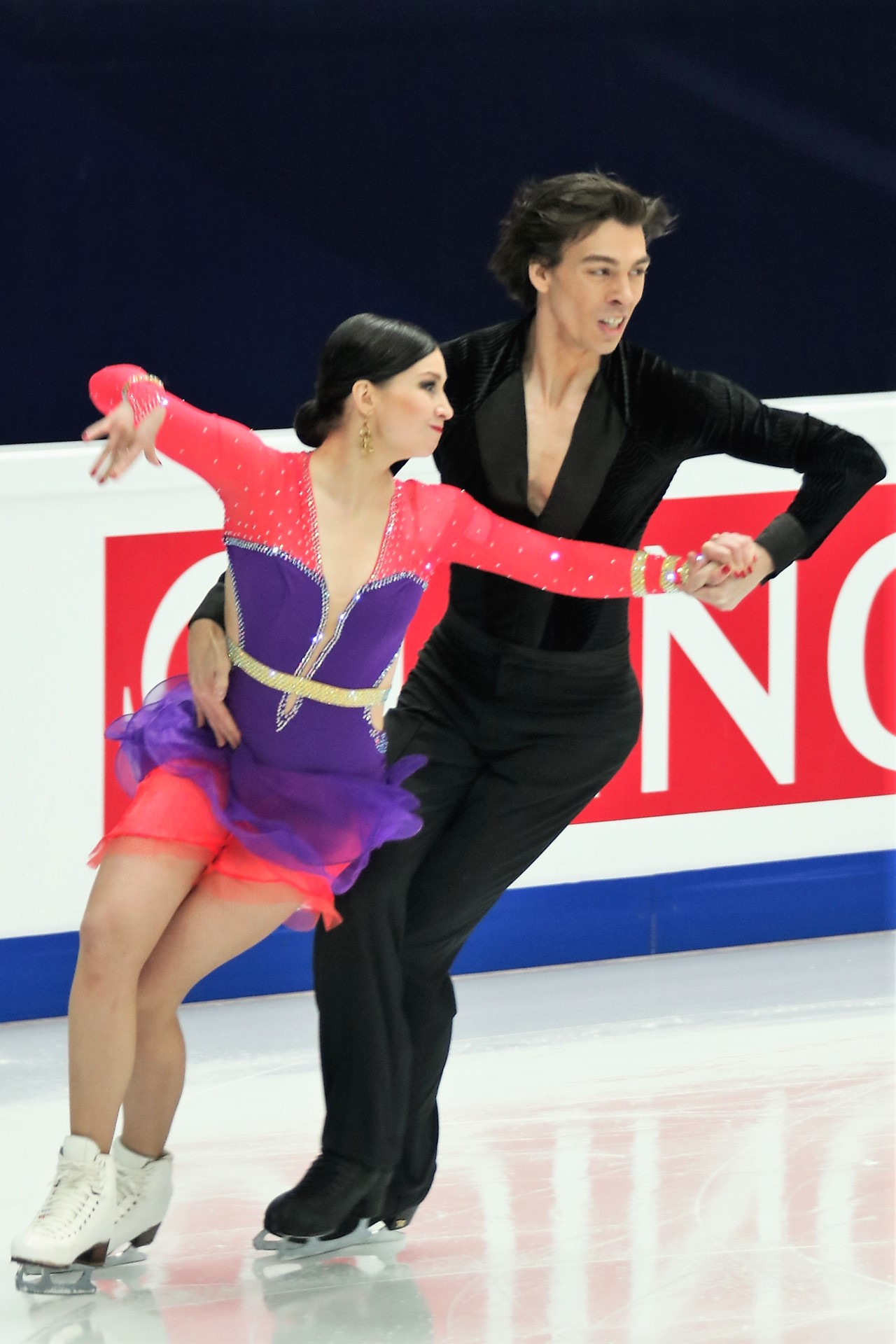
Мысливечкова и Чёллеи на чемпионате Европы (2018)

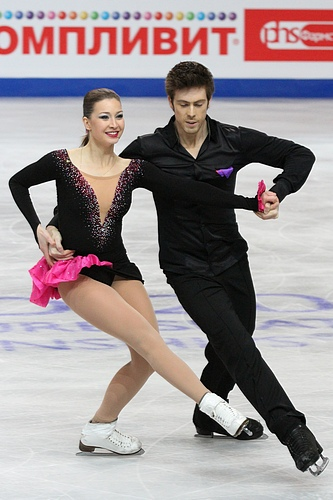
Мысливечкова и Браун на чемпионате Европы (2012)

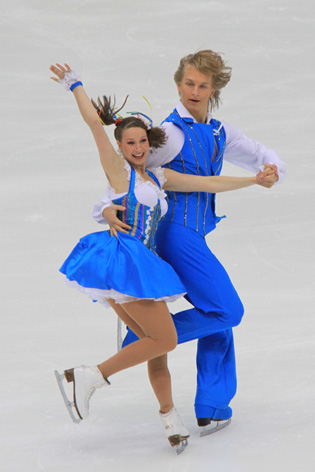
Мысливечкова и Новак на Гран-при в Японии (2009)

| В паре с Лукашем Чёллеи за Словакию |       |       |
| Соревнования                        | 16/17 | 17/18 |
| Международные                       |       |       |
| Олимпийские игры                    |       | 20    |
| Чемпионат мира                      |       | 25    |
| Чемпионат Европы                    | 16    | 17    |
| Lombardia Trophy                    |       | 7     |
| Nebelhorn Trophy                    |       | 6     |
| Warsaw Cup                          | 3     |       |
| Мемориал Непелы                     | 8     |       |
| Кубок Ниццы                         | 8     |       |
| Volvo Open Cup                      | 1     |       |
| Национальные                        |       |       |
| Чемпионат Словакии                  | 1     | 1     |

| В паре с Нилом Брауном за Чехию |       |       |       |
| Соревнования                    | 11/12 | 12/13 | 13/14 |
| Международные                   |       |       |       |
| Чемпионат мира                  |       | 21    |       |
| Чемпионат Европы                | 19    | 14    | 26    |
| Bavarian Open                   | 3     |       | 7     |
| Золотой конёк                   | 10    |       | 10    |
| Кубок Ниццы                     |       | 5     | 10    |
| Мемориал Непелы                 |       | 5     | 10    |
| Мемориал Романа                 |       | 6     |       |
| Nebelhorn Trophy                |       | 10    |       |
| Ice Challenge                   |       | 2     |       |
| Trophy of Lyon                  | 4     | 3     |       |
| Национальные                    |       |       |       |
| Чемпионат Чехии                 | 2     | 1     | 1     |

| В паре с Матеем Новаком за Чехию |       |       |       |       |       |       |
| Соревнования                     | 05/06 | 06/07 | 07/08 | 08/09 | 09/10 | 10/11 |
| Международные                    |       |       |       |       |       |       |
| Чемпионат мира                   |       |       |       | 21    | 16    | 22    |
| Чемпионат Европы                 |       |       |       |       |       | 10    |
| Гран-при Японии                  |       |       |       |       | 9     | 6     |
| Гран-при России                  |       |       |       |       | 7     | 5     |
| Золотой конёк                    |       |       |       |       |       | 1     |
| Мемориал Непелы                  |       |       |       |       |       | 2     |
| Nebelhorn Trophy                 |       |       | 11    |       | 6     | 7     |
| Мемориал Шефера                  |       |       |       | 4     |       |       |
| Мемориал Романа                  |       |       | 3     |       |       |       |
| Международные среди юниоров      |       |       |       |       |       |       |
| Чемпионат мира                   | 19    | 18    | 12    | 8     |       |       |
| Гран-при Чехии                   |       |       |       | 4     |       |       |
| Гран-при Франции                 |       |       |       | 3     |       |       |
| Гран-при Британии                |       |       | 2     |       |       |       |
| Гран-при Эстонии                 |       |       | 4     |       |       |       |
| Гран-при Болгарии                | 15    |       |       |       |       |       |
| Мемориал Романа                  | 5     |       |       |       |       |       |
| Национальные                     |       |       |       |       |       |       |
| Чемпионат Чехии                  |       |       | 2     | 2     |       | 1     |
| ЧЧ среди юниоров                 | 1     | 1     |       |       |       |       |